# 細根誠
細根 誠（ほそね まこと、1976年4月14日 - ）は、日本の生花店店長、シンガーソングライター。静岡県出身。静岡県立韮山高等学校、東京農業大学国際農業開発学科卒業。 
ブリトラでは、ハモリ（コーラス）とブルースハープを担当。

## 来歴
伊藤多賀之とブリーフ&トランクスを結成し、1998年にメジャーデビュー。2000年12月31日に解散、2012年3月12日に再結成。
解散後には、戸川昌子が経営していたクラブ「青い部屋」にバーテンダーとして勤務。その後、大学時代の知識を生かそうと同級生の営む生花店で修業。熊本県益城町や静岡県函南町の生花店で働いた。
2009年11月20日に新宿区・牛込柳町に「しろくま生花店」を開店。
2011年8月5日、伊藤のソロライブ「ひーとりきりっていいよね」で細根は11年ぶりにステージ登場し、ブリトラが一日限定ということで復活した。
2012年に伊藤とブリトラを再結成した。
2014年2月には一般女性と結婚。そして2016年12月13日に第一子（男の子）が誕生した。
フラワーデザイナー、フローリストとしても継続的に活動し、2017年のかながわ花フェスタ21 第9回フラワーデザインコンテスト・クイーンズカップで優勝（農林水産大臣賞受賞）。JFTD主催のジャパンカップ2018で5位入賞。
2022年6月12日、生花業に専念するためにブリトラを卒業した。